# Église de Kuokkala
L'église de Kuokkala (en finnois : Kuokkalan kirkko) est une église  du quartier de Kuokkala à Jyväskylä en Finlande.

## Histoire
Conçue par Anssi Lassila, Teemu Hirvilammi et Jani Jansson, l'église est construite en 2008-09 est inaugurée le 7 février 2010.
Sa forme extérieure fait référence aux églises médiévales et aux toitures traditionnelles.
La coquille extérieure de l'église est faite d'ardoises noires taillées à la main et disposées à la façon des toits chaume en trois couches superposées qui pèsent en tout 68 tonnes.
L'ardoise vient des Pyrénées espagnoles.
Sa surface au sol de l'église est de  1 328 m2.
À la place du retable Pasi Karjula a réalisé un relief représentant Jésus disant: Je suis le pain de vie (Jn 6,35).
Devant l'église, le clocher de 25 mètres de hauteur a 23 cloches qui forment un carillon de près de deux octaves fabriqué par le fondeur Petit-Fritsen.